# 甯海號輕巡洋艦
甯海号轻巡洋舰是中華民國海軍的一艘轻巡洋舰，为甯海級輕巡洋艦首舰。本舰为国民政府向日本订购，在九一八事變后两国交恶的情况下于1932年进入中华民国海军服役。1937年淞沪会战期间日军航空兵对中国海军连续发起多次攻击，重创甯海号，使其在长江边坐沉。
1938年日军成功打捞起甯海号，并送往日本本土进行修复。此后日军将甯海号另起一临时名字“御藏”（日语：／ Mikura ?），长期闲置。随着太平洋战争的进展，日本海运状况日趋严峻，为加强海防能力计，1944年年中日本海军重新启用本舰，并以“五百岛”（日语：／ Ioshima ?）之名加入日本海軍。同年9月19日五百岛遭到美军潜艇伏击沉没。

## 设计和概述
1928年，中華民國海軍曾经接洽英、美、德等国，寻求建造一款吨位适宜的巡洋舰。囊中羞涩的國民政府四处碰壁，多次空手而回。另一方面日本播磨造船所因为世界大萧条而陷入经营困难，此时向中国政府抛出了一份价格颇为低廉的订单，并同意进行相关的技术转让。双方一拍即合，即使当时中日关系已经非常紧张，依然签订了相关合同。其中首舰造价432万日元（当时约合146万美元），以东北大豆折价支付。加上水上飞机等设备，最终总造价450万日元；因为中国政府财政紧张，合同规定中方不提供担保，而是先期支付85万日元，此后每月支付11万日元，剩余100多万尾款在接收军舰后结清。
本舰是在日本自用的夕張號輕巡洋艦的基础上进行设计。夕张本来就是一艘带有实验性质的军舰，日本设计师在不大的舰体内塞入了大量的武器设备。本舰仿照夕张的做法同样堆砌了各种武器，然而吨位较之夕张更低，仅3015吨。这也使得本舰比夕张有着更严重的适航性问题，重心过高，只适合近岸使用。
外观上本舰有着和夕张类似的筒状烟囱。本舰的引擎为老旧的三段膨胀式蒸汽机，故而只能提供有限的动力，公试时出力10,579匹馬力（7,889千瓦特），实际航速仅23.207節（42.979每小時）。全舰共安装4座舰本式吕号锅炉，全部沿中线布置。主机舱在锅炉舱后方。煤舱环绕锅炉舱两侧设置，共可装煤600吨；燃油舱则更靠近主机舱一些，储存110吨柴油。从前部弹药库到后主机舱之间设置了双层船底。
本舰由于总吨位的限制，装甲防护比较薄弱。要害部分（轮机舱、弹药库、通信管道）的侧舷装甲仅有25毫米，其他部分则更是削减到16-9毫米。轮机舱部位的装甲甲板厚19毫米。司令塔厚76毫米。
本舰除常规武器外还搭载了两架水上飞机。其中一架为日本制造，随舰回国，后命名为“甯海一号”；1933-1934年间中方根据甯海一号飞机又仿制出第二架，命名为“甯海二号”。本舰没有配备水上飞机弹射器，只能用起重机吊放和回收舰载机。

## 舰历

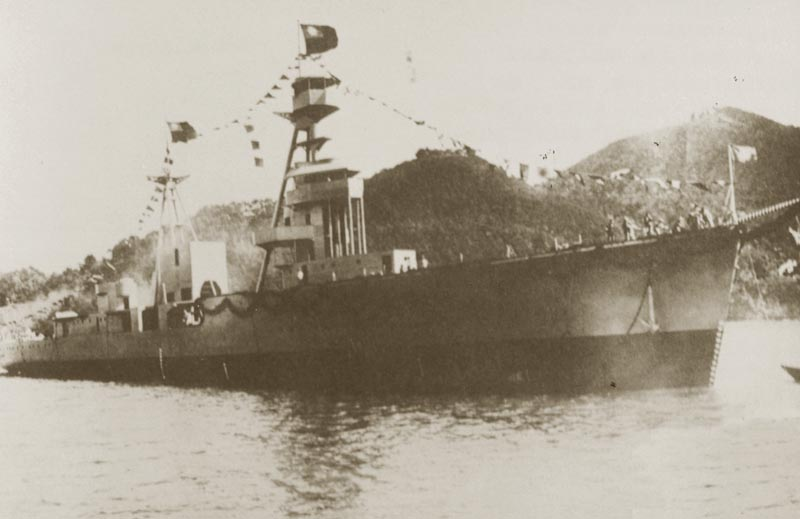
下水仪式上的甯海号

### 中国海军时期
1930年12月5日，中日双方在南京签订了本舰的建造合約。。
1931年2月20日，播磨造船所相生工厂开始为本舰安放龙骨，正式动工兴建。日本海军派出贝沼门次郎海军预备役大佐作为技术顾问，中方则由军械处长李世甲带领20余人的队伍赴日监修。同年10月10日，本舰建成下水。此时中日两国之间由于九一八事變而交恶，但下水仪式依旧如期举行。中国方面低调处理，不派高官出席，而是由驻日公使蒋作宾代为主持仪式，中方出席人员包括总监造官、海军总务司司长李世甲以及其其他监造人员，还有多名赴日留学生参加仪式。
1932年1月28日，一·二八事變爆发。第一遣外艦隊司令鹽澤幸一海军少将致信中国海军，要求为了防止冲突扩大化，中国海军应该中立。中国海军顾虑到依然在日本舾装的甯海号，被迫实施中立。5月24日，甯海号进行公试；7月进行武器测试。8月24日甯海号带着海军监修官员及甯海-1号水上飞机离开吴港返国。26日抵达上海。回国后甯海号加入了第一舰队。
1933年6月20日，甯海号从上海出发，一路沿长江而上，7月2日抵达汉口。沿途甯海号开放民众参观。同年7月5日薛家岛事件发生，原东北海军海圻號、海琛號、肇和號驶往香港，准备南投广东海军。海军部立即派甯海号偕海容號、逸仙號前往香港试图说服三舰官兵，终究慢了一步。同年11月20日又发生福建事变，次年1月11日海军部长陈绍宽海军中将搭乘甯海号到达福建督战，不过甯海号并没有直接参加战斗。
1934年5月30日，中国海军得到消息，日本将于6月5日举行东乡平八郎元帅海军大将的国葬，海军部决定由王寿廷海军少将率领中国代表团赴日。6月2日06时，王寿廷乘甯海号出发；由于甯海号航速较慢，故不直接驶向横滨，而是在3日23时抵达门司港，中国代表团下船换乘火车，5日早晨赶到东京参加仪式。甯海号则在港口进行加煤，7日抵达横滨。当天200多名华侨登舰参观。10日，蒋作宾公使也携眷登舰参观。14日甯海号离开横滨，去往播磨进行检修，7月14日检修完毕返国。。
1935年6月15日，已投粤的海圻号、海琛号两舰官兵因不满陈济棠，再次发生哗变，扣压了舰上粤籍官兵，前往香港。各方纷纷派出代表进行游说，甚至连日本驻广州领事也赶到香港试图游说两舰投奔满洲国。蒋中正也派出邢森洲进行游说，说服两舰前往南京。6月21日两舰北上，而身为闽系的中央海军派出第一舰队的甯海号、應瑞號、海容号、海籌號、逸仙号，由第一舰队司令陈季良海军少将率领进行阻拦。甯海号对两舰进行了一轮威吓射击，迫使两舰退回香港。7月4日海军军令处处长陈策前往香港进行调停，海圻号、海琛号两舰编入第三舰队，不受陈绍宽节制，事件方告一段落。
1937年8月，中日双方不断在上海增兵。在一触即发的局势下，11日平海号、甯海号从南京出发，12日开始协助各舰执行沉船封江的任务。8月接下来日军断断续续地进行了多次空袭，不过并没有对江阴一带的中国军舰造成实质性的伤害。9月15日开始中国军队陆续向内陆撤退，同时日军开始着手准备攻占南京。为此，时任日本第三艦隊司令长官兼支那方面艦隊司令長谷川清海军中将下令在地海军以航空兵力，消灭退守江阴的平海号等大型中国军舰，以为日军进军扫清障碍。攻击计划原定在9月21日，后因天气恶劣而推迟了行动。接下来的两天日军出动第二航空战队的航空母舰加贺的舰载航空队、以及陆上航空队，对中国军舰发动了轮番攻击（22日第一、第二、第三次攻击；23日第四、第五、第六次攻击）。日军的空袭对当时停留在镇江上游的4艘中国军舰（甯海、平海、應瑞、逸仙）造成重创。其中，22日的轰炸对甯海号造成轻伤，6人负伤。
23日上午日军对甯海号进行了重点攻击，虽然没有直接命中，但依然对甯海号造成多处破裂进水。时任舰长陈宏泰回忆，当天第一波攻击后，锚链舱首先进水，接着水势蔓延到粮舱、弹药库、帆缆舱等处。炸弹爆炸使得舰身剧烈晃动，舰桥航海仪器、无线电发报机等仪器损坏。14:40指挥作战的陈季良海军中将鉴于日机凶猛的攻击，下令各舰起锚往上游退避。甯海号由于锚机故障掉队，承受了日军的集中攻击。全舰电话中断，同时多处水兵舱室起火。15:30甯海号已经严重进水。15:50一枚炸弹击中甯海号主桅右后方，高射炮、右舷鱼雷管损坏，锅炉舱、后主机舱进水，舵机失灵。陈宏泰左腿受飞溅的弹片击中负伤，副舰长甘礼经代为指挥。16:30甯海号在八圩港北岸搁浅。日方资料则称甯海号受到4枚60公斤炸弹命中，同时还受到5枚近失弹波及，舰上起火被迫搁浅。当天甯海号全舰伤亡62人，发射炮弹700余发、机枪弹15000余发。
同年12月2日，日军攻占江阴要塞，随即着手对封锁线进行扫雷和爆破。4日，日军炮舰保津与第24驱逐队在沿长江溯流而上时，发现了坐沉状态的甯海号。保津舰长派人乘坐汽艇登上甯海号进行调查，并宣布捕获了甯海号。尽管如此，此时两岸仍在中国军队控制下。中国军队的陆地机枪阵地对登舰日军进行扫射，击伤数人。保津突破封锁线，救下登舰成员，然后撤回锚地。

### 日本海军时期
1938年（昭和13年）1月，日军在攻陷南京后，着手清理甯海号的淤泥，开始打捞工作。日本人在4月的第一次尝试以失败告终，还导致两名潜水员丧生。5月4日第二次尝试总算把甯海号打捞起来，随即送往上海进行应急修理。日本原打算把甯海号送给汪精卫政权，不过又改变主意，将其拖回日本本土进行修理。同年6月3日，甯海号抵达播磨造船所。7月11日，日军为甯海号拟定了一个临时名字“御藏”（后来该名用在了1943年下水的海防舰御藏上），准备用作练习舰，不过修复工作一直拖延了下来。此后从1938年7月到1943年12月，甯海号都一直系留在岸边充当练习舰。
1941年3月15日，汪精卫政权海军部提出《海军部建设新海军五年计划》，希望向日方索回甯海号等6艘被日军捕获的舰艇。汪政权海军部列明该6舰修理费需法币1370万元（新建费用则达到7000多万元）。同年9月，汪政权海军部修订该计划；1942年1月汪政权海军部第二次会议再次提出索取的计划。但各次计划均无疾而终。
1943年底，随着太平洋战争的战局进展，日本对于护航舰艇的需求与日俱增。同年12月，甯海号在相生工厂接受改造，主要的目的是降低重心，为此拆除大型三脚桅、撤除司令塔、缩小上层建筑；另外6门主炮改成两门127毫米高射炮，为了减轻重量采用的是敞开式炮座；增加5座九三式三联装25毫米机关炮；增加听音器、声呐、22号电探（雷达）、深水炸弹导轨。
1944年（昭和19年）同年6月1日，日军将捕获的两艘甯海级重新命名加以起用，其中甯海号更名为“五百岛”，舰艇类别也变更为海防舰，入吴镇守府籍。6月28日五百岛改装完成，7月上旬在濑户内海进行训练，随后加入横须贺防备战队。7月22日五百岛护送运输部队前往硫磺岛，途中遭到美军潜艇伏击，不过鱼雷射失，五百岛顺利完成护航任务并返回。
同年9月19日，五百岛在御前崎南方进行船队护航时，遭到美军潜艇鲋鱼号伏击。05:53鲋鱼号发射了4枚鱼雷，3枚命中，当即沉没。同年11月10日，日本海军将五百岛（原甯海号）退出现役，并除去军舰籍。

## 历代舰长

### 中国舰长
下表高宪申两任之间情况不详。
- 高宪申 海军上校：1932年[45] - 不详
- 高宪申 海军上校：不详（不晚于1935年2月） - 1937年4月[46]
- 陈宏泰 海军上校：1937年4月[46] - 损失

### 日本舰长
下表系根据《日本海軍史》第9、10卷，以及《官報》进行整理。
- 舾装长
  - 福地秋二 海军少佐：1944年6月1日[47][48] - 1944年6月28日[49]
- 舰长
  - 福地秋二 海军少佐：1944年6月28日[49] - 1944年9月19日（认定为战死，同日追晋海军中佐）[50]